# Моніка Олейнік
Моніка Олейнік (пол. Monika Olejnik), ім'я при народженні — Моніка Єва Васовська (пол. Monika Ewa Wasowska; нар. 11 липня 1956 у Варшаві) — польська журналістка радіо, телебачення та преси.

## Біографія
Закінчила загальноосвітній ліцей імені Стефана Чарнецького у Варшаві. Вивчала зоотехнію у Варшавському університеті наук про життя (SGGW  .Також закінчила аспірантуру з журналістики у Варшавському університеті. У 1981 році пройшла практику в сільськогосподарській редакції програми І PR.
Журналістську кар’єру розпочала в першій програмі Польського радіо, де проходила стажування. У 1982–2000 роках працювала в програмі Третього польського радіо, де її популярність принесли інтерв’ю з політиками та громадськими діячами в програмі «Тройка» Салон політики. У другій половині 1980-х років працювала зі своїм чоловіком Гжегожем Васовським із радіопрограмою «Не тільки для орлів». 9 травня 1987 року була однією з перших представників ЗМІ на місці катастрофи літака «Костюшко». З січня 2001 року по червень 2016 року працювала на Radio Zet, де вела бесіди з політиками в програмі Gość Radia Zet і в програмі «Сім днів тижня» .
У 1997–2003 роках проводила інтерв’ю в програмі TVN «Крапка над і»  . З вересня 2004 року по липень 2006 року була ведучою новинно-інформаційної програми «Прямо в очі» на TVP1. З 11 вересня 2006 року знову веде програму «Крапка над і», цього разу на TVN24. Навесні 2021 року брала інтерв’ю з представниками культури в програмі Моніка Олейнік. Відкриття на TVN 24 Go.
У «Gazeta Wyborcza» публікує колонки на актуальні політичні теми у п’ятничних випусках, а раніше разом з Аґнєшкою Кублік готувала інтерв’ю із циклу «Два на одного». У 2007 році вийшла книжка з такою ж назвою, що містить 25 інтерв’ю Олейнік та Кублік.

## Особисте життя
Її батько, Тадеуш Олейнік (1932–2015), з 1955 року був офіцером Громадянської міліції, згодом — співробітником Служби безпеки МВС, у якій він досяг звання майора.
Її першим чоловіком був інженер-електрик Матеуш Прачук (пом. 2014), за якого вона вийшла заміж, будучи студенткою, у віці 20 років. Шлюб закінчився розлученням. Також була дружиною журналіста та сатирика Гжегожа Васовського, від якого має сина Єжи (1985 р.н.). З 1996 року її супутником життя є спортивний журналіст Томаш Зілковський (нар. 1971).
Має старшого брата Яцека (1954 р.н.). Він капітан великого пароплавства.

## Нагороди
- Лицарський хрест Ордена Відродження Польщі – 2000[21][22].

## Фільмографія
- Я почуваюся чудово (1983) – журналіст на прес-конференції [23]
- Час відьом (1993) — як телерепортер [24]
- Офіцери – серіал (2006), серія 9. (Діти та вдови) і 10. (Невідомі злочинці) – як журналіст [25]

### Документальний фільм
- Чорний серіал, серія Костюшка част II , сценарій і режисура: Томаш Орліч, TVP 2001, 21 хв [4] [26]

### Телевізійний театр
- Попелюшка (2005) — як Попелюшка [27]

### Дубляж
- «Підводна братва» (2004) — репортер Кеті Керрент
- Їжак Єжи (2010/11) — сама [28]